# Gemeenschappelijke-emitterversterker

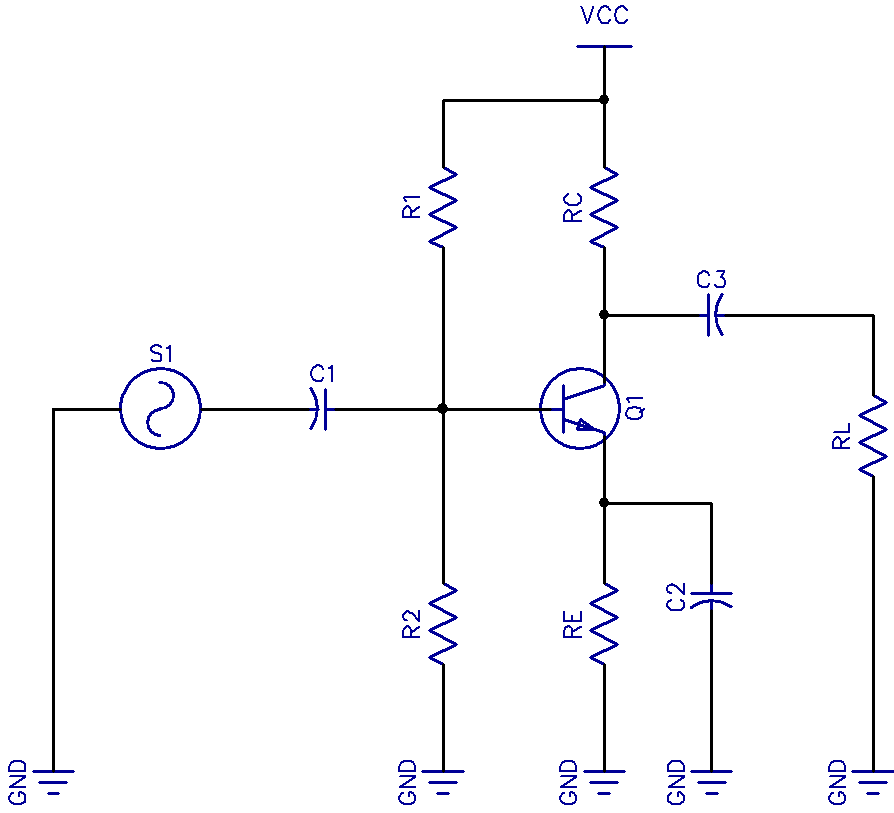
Figuur 1: Gemeenschappelijke-emitterversterker

De gemeenschappelijke-emitterversterker is de meest gebruikte van de 3 basisconfiguraties voor enkelvoudige bipolaire (BJT) transistorversterkers.
De drie configuraties zijn:
1. Gemeenschappelijke-emitterversterker
2. Gemeenschappelijke-basisversterker
3. Gemeenschappelijke-collectorversterker

De gemeenschappelijke-emitterconfiguratie (GE) heeft de emitter als gemeenschappelijke klem, of aarding, voor een wisselstroomsignaal (AC). GE-versterkers hebben een hoge spannings- en stroomversterking.
De figuur toont een gemeenschappelijke-emitterversterker met een spanningsdeler-bias en koppel-condensatoren C1 en C3 op de ingang en uitgang en een overbruggingscondensator, C2, van emitter naar de aarding. Het ingangssignaal, afkomstig van wisselspanningsbron S1, is capacitief gekoppeld naar de basis, het uitgangssignaal, dat over RC staat, is capacitief gekoppeld van de collector aan de belasting, RL. Door deze capacitieve koppelingen aan de ingang en uitgang van de schakeling wordt het AC-signaal gescheiden van de gelijkstroom (DC) bias-spanning. Dit verzekert dat de bias-condities die ingesteld zijn om de schakeling correct te doen werken niet worden beïnvloed door andere versterkingstrappen, doordat de condensatoren enkel wisselstroomsignalen doorlaten en alle gelijkstroomcomponenten blokkeren.
De versterkte uitvoer heeft een faseverschil van 180° met de invoer. Omdat het AC-signaal op de basis wordt gezet als invoer en afgenomen van de collector als uitvoer, is de emitter gemeenschappelijk met zowel het ingangs- als het uitgangssignaal. Er is geen signaal op de emitter omdat de overbruggingscondensator de emitter effectief kortsluit aan de aarde bij de signaalfrequentie. Alle versterkers hebben een combinatie van beide AC- en DC-werking maar de benaming gemeenschappelijke-emitter verwijst naar de AC-werking.

## Fase-omkering
Het uitgangssignaal is 180° uit fase met het ingangssignaal. Als de spanning van het ingangssignaal verandert, zorgt dit voor een verandering in de AC-basisstroom, wat resulteert in een verandering van de collectorstroom ten opzichte van zijn waarde op het instelpunt. Als de basisstroom toeneemt, zal de collectorstroom toenemen tot boven zijn waarde op het instelpunt, wat een toename in de spanningsval over RC veroorzaakt. Deze toename van spanning die over RC staat, betekent dat de spanning van de collector vermindert vanaf het instelpunt. Dus elke verandering in de spanning van het ingangssignaal heeft als gevolg een tegenovergestelde verandering in de spanning van het collector-signaal, vandaar de fase-inversie.

## DC-analyse

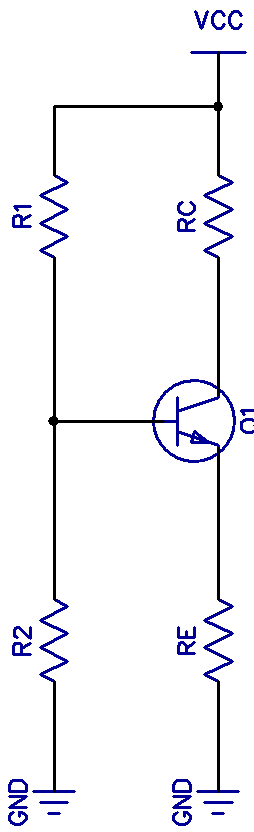
Figuur 2: DC-equivalente schakeling van de gemeenschappelijke-emitterversterker

Om de versterker in de bovenstaande figuur te kunnen analyseren, moeten eerst de gelijkstroominstelwaarden bepaald worden door de equivalente gelijkstroomschakeling te maken door het verwijderen van de koppel- en overbruggingscondensatoren omdat deze een hoge weerstand hebben voor gelijkstroom. Door dit te doen worden ook de belastingweerstand en de signaalbron, S1, verwijderd. De equivalente gelijkstroomschakeling wordt in de figuur hiernaast getoond.
De gelijkstroom ingangsweerstand aan de basis wordt als volgt bepaald:
{\displaystyle R_{IN(BASIS)}=\beta _{DC}.R_{E}}
Doordat RIN(BASIS) typisch meer dan tien keer zo groot is als R2, hebben we te maken met een spanningsdeler en kan de DC basisspanning als volgt berekend worden:
{\displaystyle V_{B}\approx \ \left({\frac {R_{2}}{R_{1}+R_{2}}}\right).V_{CC}}
en
{\displaystyle V_{E}=V_{B}-V_{BE}}
Waardoor,
{\displaystyle I_{E}={\frac {V_{E}}{R_{E}}}}
Aangezien {\displaystyle \scriptstyle I_{C}\approx \ I_{E}},
{\displaystyle V_{C}=V_{CC}-I_{C}.R_{C}}
Tot slot,
{\displaystyle V_{CE}=V_{C}-V_{E}}

## AC-analyse

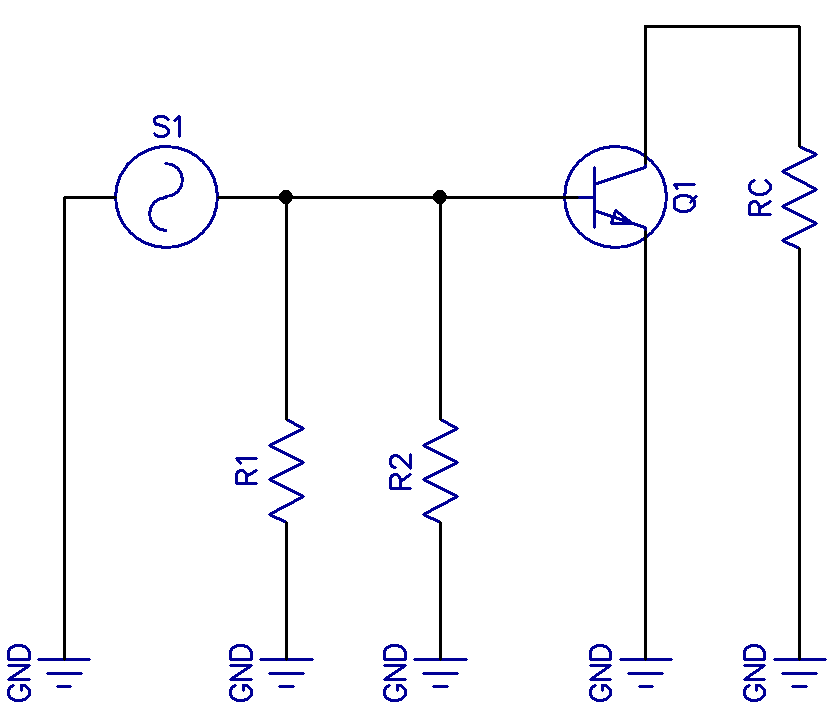
Figuur 3: AC-equivalente schakeling van de gemeenschappelijke-emitterversterker

Om de wisselstroomwerking van de versterker te kunnen analyseren moeten de equivalente wisselstroomschakeling gemaakt worden, dit gebeurt als volgt:
1. De condensatoren C1, C2 en C3 worden vervangen door effectieve kortsluitingen omdat hun waarde zo geselecteerd is dat hun impedantie bij de signaalfrequentie verwaarloosbaar is en gelijkgesteld mag worden aan 0 Ω.
2. De gelijkspanningsbron wordt vervangen door een aarding.

Een gelijkstroom-spanningsbron heeft een interne weerstand van ongeveer 0 Ω omdat het onafhankelijk van de lading (binnen limieten) een constante spanning behoudt. Er kan geen wisselstroom spanning over staan dus wordt het bezien als een kortsluiting voor wisselstroom. Daarom wordt een gelijkstroomspanningsbron een wisselstroom aarding genoemd.
De equivalente wisselstroomschakeling is te zien in nevenstaande figuur. Zowel RC als R1 zijn met één einde verbonden aan de wisselstroomaarding. Dit komt doordat ze in de werkelijke schakeling verbonden waren met de gelijkspanningsbron, VCC.
In de wisselstroomanalyse wordt er geen onderscheid gemaakt tussen een werkelijke aarding en een wisselstroomaarding. De versterker in de eerste figuur wordt een gemeenschappelijke-emitter genoemd omdat de bypass condensators C2 de emitter op de wisselstroomaarding houdt. En de aarding is een gemeenschappelijk punt in de schakeling.

### Signaalspanning aan de basis

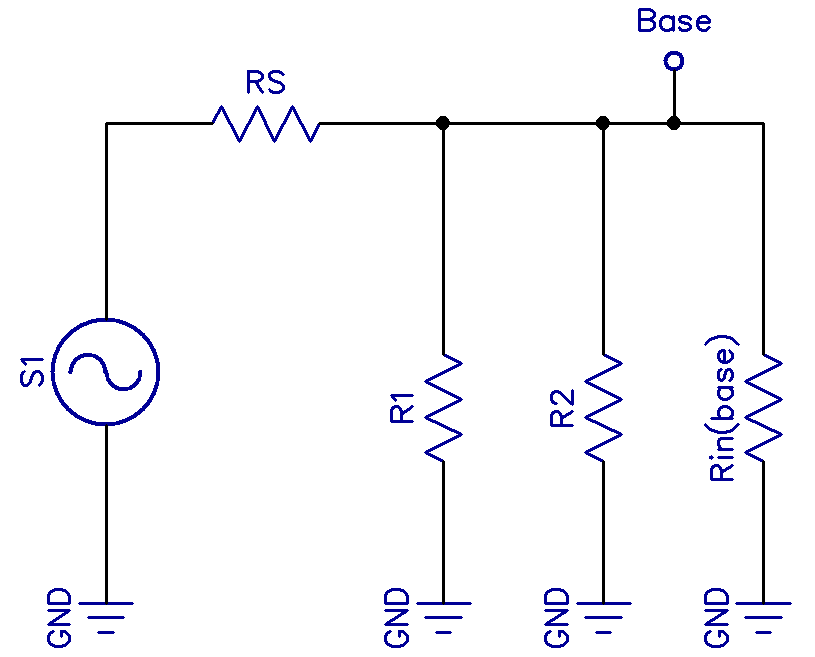
Figuur 4: Wisselstroomequivalente van de basisschakeling.

In de nevenstaande figuur wordt een wisselspanningsbron getoond die is verbonden aan de ingang van de schakeling, deze keer wordt de interne weerstand van de bron apart weergegeven als Rs. Als de interne weerstand van de wisselspanningsbron gelijk is aan 0 Ω, zal alle spanning van de bron op de basis komen te staan. Maar als de interne weerstand niet nul is, moeten er rekening gehouden worden met drie factoren om de signaalspanning aan de basis te bepalen. Deze zijn de bronweerstand (Rs), de biasweerstand (R1 || R2) en de AC-ingangsweerstand aan de basis van de transistor (Rin(basis)). Als deze drie weerstanden parallel geschakeld zijn, geeft dit de totale ingangsweerstand (Rin(tot)), dit is de weerstand die 'gezien' wordt door een wisselspanningsbron die verbonden is met de ingang van de schakeling.
Een hoge waarde voor deze ingangsweerstand is wenselijk zodat de versterker de signaalbron niet overdadig belast. Dit is wel de tegenovergestelde vereiste voor een stabiel rustpunt, hiervoor zijn kleine weerstanden nodig. De botsende eisen voor een hoge ingangsweerstand en een stabiel rustpunt is een van de afwegingen die gemaakt moet worden wanneer men de componenten voor een schakeling kiest.
De totale ingangsweerstand wordt uitgedrukt met volgende formule:
{\displaystyle R_{in(tot)}=R_{1}||R_{2}||R_{in(basis)}}
In figuur 4 is te zien dat de signaalspanning (Vs) van S1 wordt gedeeld door Rs en Rin(tot) zodat de signaalspanning aan de basis van de transistor (Vb) gevonden kan worden met formule van de spanningsdeler, deze gaat als volgt:
{\displaystyle V_{b}=\left({\frac {R_{int(tot)}}{R_{s}+R_{int(tot)}}}\right).V_{s}}
Dus als Rs << Rin(tot), dan Vb {\displaystyle \scriptstyle \approx } Vs waar Vb de ingangsspanning naar de versterker is.

### Ingangsweerstand aan de basis

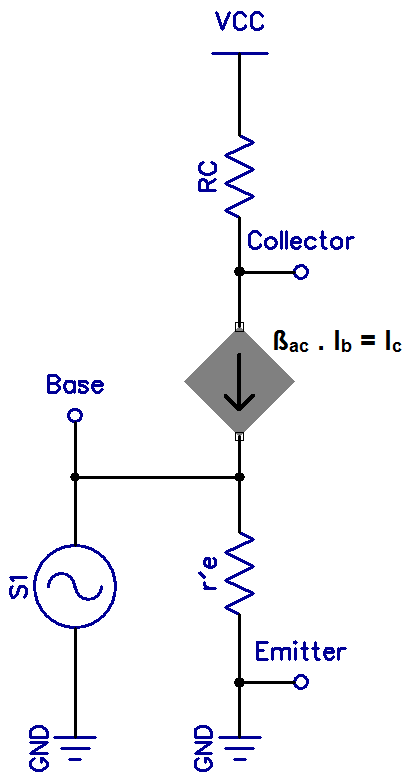
Figuur 5: Het r-parametertransistormodel

Om een functie te ontwikkelen die de AC-ingangsweerstand beschrijft, bekeken vanaf de basis gebruikt men het vereenvoudigde r-parameter model van de transistor. Figuur 5 toont het transistormodel verbonden met een externe collectorweerstand (RC). De ingangsweerstand bekeken vanaf de basis wordt gegeven door volgende formule:
{\displaystyle R_{in(basis)}=\left({\frac {V_{in}}{I_{in}}}\right)=\left({\frac {V_{b}}{I_{b}}}\right)}
De basisspanning is
{\displaystyle V_{b}=I_{e}.r'_{e}}
En omdat {\displaystyle \scriptstyle I_{e}\approx I_{c}},
{\displaystyle I_{b}\approx {\frac {I_{e}}{\beta _{ac}}}}
Het vervangen van Vb en Ib geeft,
{\displaystyle R_{in(basis)}=\left({\frac {V_{b}}{I_{b}}}\right)=\left({\frac {I_{e}.r'_{e}}{I_{e}/\beta _{ac}}}\right)}
Als we hier Ie uit weghalen, krijgen we:
{\displaystyle R_{in(basis)}=\beta _{ac}.r'_{e}}

### Uitgangsweerstand
De uitgangsweerstand van de gemeenschappelijke-emitterversterker is de weerstand die gezien wordt wanneer men binnen kijkt vanaf de collector en is ongeveer gelijk aan de collectorweerstand (RC).
{\displaystyle R_{out}\approx R_{C}}
Eigenlijk is Rout = RC || r'c maar omdat de interne AC-collectorweerstand (r'c) typisch veel groter is dan RC, is bovenstaande formule gewoonlijk geldig.